# Erioptera (Tasiocerodes) subsessilis
Erioptera (Tasiocerodes) subsessilis is een tweevleugelige uit de familie steltmuggen (Limoniidae). De soort komt voor in het Oriëntaals gebied.